# 花沙布
花沙布（？—1828年），魏佳氏，滿洲鑲黃旗人，清朝武官、外戚。

## 生平
乾隆年间，担任世管佐領，后授一等承恩侯。嘉庆四年，升三等承恩公。嘉庆十二年，担任正白旗蒙古副都統。嘉庆十三年，担任帶纛大臣。嘉庆十八年，担任正紅旗蒙古副都統。道光三年，署鑲白旗漢軍副都統。道光五年，委散秩大臣，兼任廣州漢軍副都統。

## 家族
太祖：魏嗣興
高祖父：武士宜
曾祖父：魏清泰。魏清泰即嘉庆帝外祖父、孝儀純皇后之父。

祖父：德馨
父：桂林
妻子：满洲镶黄旗鈕祜祿氏，一等果毅繼勇公阿里衮之曾孙女，倭興額长子三等侍卫興長之女。其母乌雅氏为内大臣海望孙女，佐领衡位之女。
子：承恩公安誠、荫生安慧
孙：恩榮
曾孙：瑞山。